# Pinochero
La palabra pinochero/a es un término que se usa en las Islas Canarias, concretamente en las islas capitalinas, es decir, Gran Canaria y Tenerife, para referirse a la persona que se dedica a recoger la pinocha en los pinares de la isla.
El Monte de La Esperanza, Tenerife cubierto de pinocha era lugar habitual de recogida por hombres y mujeres, a veces un oficio en sí mismo pero otras, campesinos y ganaderos lo recogían para sus propias labores. Los rematantes eran aquellos que cargaban la pinocha amontonada en los camiones o carros para su traslado.

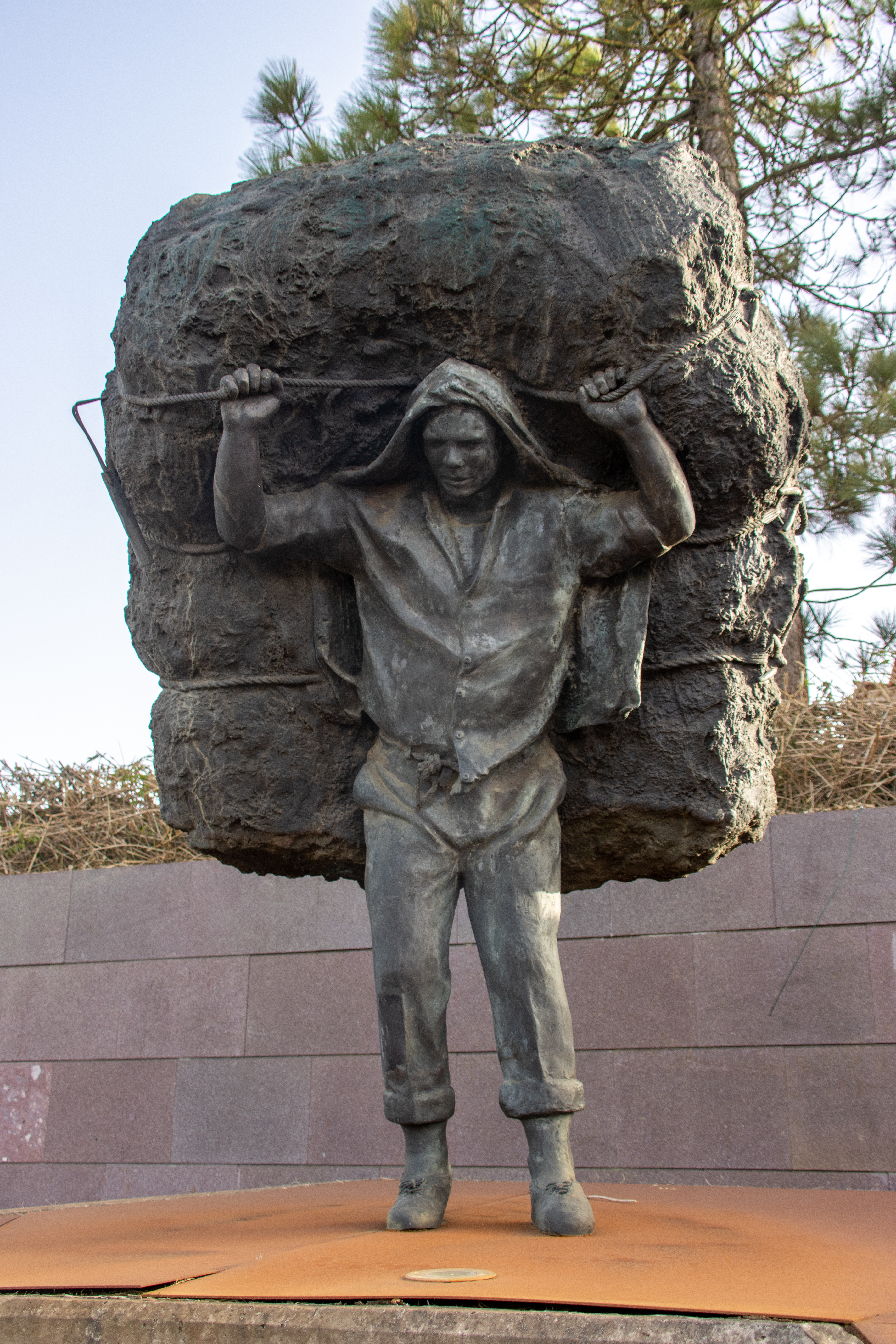
Escultura de homenaje para los pinocheros y pinocheras del municipio del Rosario, Tenerife.

## Historia
Se trata de un oficio que antaño tuvo gran tradición, sobre todo en las islas de La Palma, Tenerife y Gran Canaria, donde los pinares son abundantes. Como tantos otros oficios tradicionales, esta labor cae en declive en los años 70 a causa de la implantación de un nuevo modelo socioeconómico. Actualmente, algunos sectores vuelven a demandar a las Administraciones Públicas que apoyen esta labor como una actividad que, además de reactivar la economía rural, es una vía de prevención contra los incendios, pues al retirar este material orgánico del monte se disminuye el exceso de elementos potencialmente combustibles y con ello reduciendo el riesgo de incendio. La recogida de pinocha no está prohibida, como a veces se cree, pero sí está sujeta a la solicitud de autorización por parte de los Cabildos.

## Herramientas
Para este oficio se necesita un rastrillo de mano con el que amontonar la pinocha (el tradicional está hecho de dos garfios de metal unidos a un cabo de caña), soga para amarrar los montones, haces o manadas de pinocha, un tejido con el que la persona carga el haz, cubre su espalda y cabeza y lo transporta sin picarse con las picudas acículas para llevarlas hasta el llamado "recibo", es decir, una construcción de piedra donde se recibía la pinocha. Una vez en el recibo se pesaba y se amontonaba para después, transportarla en camiones; para ello utilizaban las "horquetas" en forma de tridente hechas normalmente de madera.

## Curiosidad
En el municipio de El Rosario, en la entrada de la Villa de La Esperanza hay una escultura que homenajea el oficio, ya que tuvo fuertes raíces en este pueblo tinerfeño. En el Monte de La Esperanza era habitual ver hombres y mujeres recogiendo pinocha para comercializarla y, así mismo, sostener la economía del municipio.